# 監察医・篠宮葉月 死体は語る
『監察医・篠宮葉月 死体は語る』（かんさつい しのみやはづき したいはかたる）は、2001年から2014年までテレビ東京・BSジャパン共同制作で放送されたテレビドラマシリーズ。全15回。原作は上野正彦 のノンフィクション。主演は高島礼子。
放送枠は「女と愛とミステリー」（第1作 - 第5作）、「水曜ミステリー9（第1期）」（第6作 - 第9作）、「水曜ミステリー9（第2期）」（第10作 - 第15作）。
2011年秋の改編で水曜ミステリー9が復活したことにより、2011年12月7日に3年7か月ぶりとなる新作である第10作（『新・死体は語る』）が放送された。なお、キャストも一部変更になっている。
全放送回がハイビジョン映像で収録された。

## キャスト

### 関東中央監察医務院
篠宮葉月
演 - 高島礼子
監察医。36歳、独身（第1作）、仕事が恋人。青葉西高等学校の卒業生でソフトボール部の元エースだった（第5作）。
監察医制度の重要性のため、医大で講師も務める。
監察医になった転機は患者の病理解剖がきっかけ。両親を早くに亡くしており、叔母・及川典子の元で育てられた。第5作では典子のもとに引っ越す。
鍋島千代子
演 - 阿知波悟美（第1作 - 第8作）
監察医助手。畑に手厳しい。
皆川笙子
演 - 久保内亜紀（第1作 - 第8作）
監察医助手。
坂巻仁美
演 - 北川弘美（第7作・第10作・第12作 - 第15作）
経歴：武蔵野医科大学 学生（第7作）
→ 関東中央監察医務院 臨床検査技師（第10作 - 第15作）
葉月に憧れている学生（第7作）だったが、第10作からは葉月の助手を務める。
風間亮介に憧れを抱いている。
城島一平
演 - 浅利陽介（第10作 - 第12作）
新人助手。存在を忘れられるキャラ。
岡耕介
演 - 中村靖日（第13作 - 第15作）
監察医補佐。城島と同じく存在を忘れられるキャラ。存在感同様、淹れたコーヒーも薄い。
畑総一郎
演 - 金田明夫
監察医長。葉月の上司にあたる。通称「頼りにならない盾」。
外科医志望だったが、研修医時代に伊豆中央病院で井岡進と急患の患者を処置しようとして失敗しその医療ミスを告発して辞職。これをきっかけに監察医の道に進んだ。

### 警視庁城北警察署
蜂須賀芳樹
演 - 小野武彦（第1作 - 第9作・第15作）
経歴：警視庁捜査一課（第1作 - 第6作）
→ 警視庁城北警察署 署長（第7作 - 第9作）
→ 退職（第15作）
階級は警視。愛称は「ハチ」。仙道とは警察学校の同期だが、本庁捜査一課に異動があったため、現職に。
まだまだ出世意欲があり、しばしば時代掛かった訓辞をする。
第15作で警察官を退職している。
倉田浩司
演 - 和泉宗兵（第2作 - 第5作）
刑事課 刑事。仙道の後輩。
野口勲
演 - 市山貴章（第1作 - 第6作）
刑事課 刑事。
青田浩司
演 - 海老原敬介（第7作・第8作）
刑事課 刑事。
三島朱美
演 - メイサツキ（第8作・第9作）
刑事課 刑事。階級は巡査部長。仙道の部下である。
仙道篤志
演 - 地井武男（第1作 - 第9作・第15作〈特別出演〉）
経歴：警視庁城北警察署刑事課（第1作 - 第9作）
→ 長野の警察学校の講師
主任刑事 → 係長（第8作）。家族は娘のみゆきがいる。
妻・恭子は外科医で葉月の親友であったが、事件により亡くしている。
城北警察署の刑事を引退後、長野で警察学校の講師をしていた。
第15作の時点で故人。

### 警視庁捜査一課
風間亮介
演 - 細川茂樹（第10作 - 第15作）
刑事。階級は警部補。最初は葉月と距離をおいていた。離婚歴があり、別れた妻との間に娘がいる。
永瀬哲雄
演 - 六平直政（第10作 - 第15作）
係長。階級は警部。風間の上司である。既婚者。

### その他
仙道恭子
演 - 野村真美（第1作・第2作）
仙道の妻。外科医。葉月の親友。
仙道みゆき
演 - 浜名彩香（第1作）、坂野真弥（第2作・第3作）、黒岩伶奈（第4作）、伊倉愛美（第15作）
仙道と恭子の娘。カフェ「デザートムーン」のアルバイト（第15作）。
及川典子
演 - 藤田弓子（第1作 - 第9作）
経歴：もんじゃお好み焼「よし」女将（第1作 - 第6作）
→ 小料理「のりこ」女将（第7作）
→ もんじゃお好み焼「よし」女将（第8作・第9作）
葉月の叔母。
三上良一
演 - 西田健（第10作 - 第15作）
経歴：鑑識
→ 洋風手作り料理の店「キッチンコントワール」マスター（第10作 - 第13作）
→ 「キッチン三上」マスター（第14作・第15作）
葉月行きつけの店のマスター。以前、鑑識課に勤務していた時に遺留品検査を担当する（第12作）。
清水史也
演 - 山口翔悟（第11作 - 第15作）
東都医科大学の学生。
橋田徹
演 - 黒田耕平（第11作 - 第15作）
東都医科大学の学生。
中森瞬
演 - 松尾諭（第12作・第13作）
経歴：荒川西警察署（第12作）
→ 仙川中央警察署（第13作）
刑事。風間とコンビを組んで捜査をしていた（第12作）。希望がかない捜査一課に異動する（第13作）。

### ゲスト
第1作「謎の転落死した女医の死因を究明せよ」（2001年）
- 志方唯（わかば保育園 保母） - 吉本多香美
- 久保寺純一（20年前の強盗犯・偽名「大久保貞夫」） - 深水三章
- 神谷健介（監察医） - 岡田浩暉
- 三國康輔（警視庁城北警察署 刑事課長） - 遠藤憲一
- 重田和彦（成和医科大学 第二外科部長） - 石山律雄
- 神奈川県警港南署 刑事 - 志賀圭二郎、竹本純平、水島新太郎
- 田中十三の息子 - 星セント
- 田中十三の息子の妻 - 松本じゅん
- 安藤（安藤の母） - 喜多道枝
- 警官 - 又野彰夫
- ドライブインの客 - 原田文明、吉見純麿
- 安藤 - 宇梶剛士
- 妹尾（妹尾探偵事務所の探偵） - 山城新伍

第2作「ホームレス連続殺人 絞殺体に謎の遺留品!? 鑑定結果が示す意外な犯人！山形蔵王哀しい女の過去が残酷な事件の始まり…」（2002年）
- 三田村真一（上山セントラル病院 医師・篠宮葉月の医大時代の同級生で元恋人） - 梨本謙次郎
- 福永英明（福永弁護士事務所 弁護士） - 冨家規政
- 大久保哲郎（ホームレス・別名「テツ」） - 河原崎建三
- 岡本（上山中央警察署 刑事） - 有福正志
- ホームレス - 根本和史
- 伊崎次郎（ホームレス） - 山崎健二
- 上山セントラル病院 職員 - 吉永翔
- 三田村ヨリエ（三田村の祖母・10年前死亡） - 森康子
- 寺田真弓（香山の秘書） - 森崎めぐみ
- 篠宮葉月の医大時代の教授 - 加藤治
- 鈴木玲子（篠宮葉月の医大時代の同級生・新婦） - 神野美紀
- 篠宮葉月の医大時代の同級生 - 込山順子
- 香山三郎（不動産会社社長） - 今井耐介
- 篠宮葉月の医大時代の同級生 - 小鈴まさ記
- 敦子（かみのやま温泉「古窯」女将） - 高林由紀子
- 堀井聡子（美容エステ「サロン・ド・ホリイ」社長） - 星由里子

第3作「団地の夫婦連続変死事件」（2003年）
- 海野陽子（城北医科大学 助教授・15年前まで臨床医・鍋島千代子の城北医大の同期・篠宮葉月の母校の先輩） - 酒井和歌子
- 杉山悦子 - 清水めぐみ
- 水上智子（鍋島千代子の友人） - 谷川清美
- 水上基一（智子の夫） - 井上康
- 杉山隆夫（悦子の夫・水上と同じ会社の部下） - 菅原大吉
- 太田薫（鍋島千代子の近所の主婦仲間） - 井上彩名
- 太田満（薫の夫） - 能見達也
- 水上翼（水上と智子の息子） - 須賀健太
- 鑑識 - 越村公一
- 佐藤良介（佐藤の息子・15年前 ひき逃げされ死亡） - 高橋快聖
- 佐藤武史（学校塾経営者） - 中原丈雄

第4作「実業家転落死で見落とされた食道の傷！松本〜穂高 疑われた元刑事の娘」（2004年）
- 大塚寛司（そば屋店主・元警視庁刑事・仙道篤志の先輩） - 神山繁
- 大塚ひろ子（大塚の娘） - 遊井亮子
- 川尻晋作（安曇警察署 刑事） - 春田純一
- 寺田一夫（わさび園を経営する地元実業家） - 片桐竜次
- 野上昌江（帽子店経営） - 岡まゆみ
- 昌江の父 - 山浦栄
- 森圭太郎（森内科 医師） - 鶴田忍
- 寺田明子 - 大村渓
- 中原翔子
- 堀内早紀 （森内科の元看護師） - 大沢舞子

第5作「解剖所見が書けない！殺された娘婿に疑惑の刺傷痕！家庭崩壊させた女教師ウラの顔」（2004年）
- 栗原まり子（青葉西高等学校 教師・ソフトボール部監督・篠宮葉月の高校時代の恩師） - 丘みつ子
- 根本沙織（修史の妻〈再婚〉・まり子の娘） - 中山忍
- 根本修史（外車のディーラー・まり子の教え子） - 畑山隆則
- 竹下亜紀（高級クラブ「グリーンウェイ」オーナー・まり子の教え子・沙織と修史の同級生） - 濱田万葉
- 副島収（城北児童相談センター 職員） - 沼田爆
- 糸川稔（糸川興業 社長） - 鴈龍太郎
- おでん屋の店主 - 斉藤暁
- 村岡美江（スナック「アメリカンドリーム」ママ） - 斉藤レイ
- 広川静江（城北児童相談センター 職員） - 池田道枝
- 大智が生前通っていた保育園の保母 - 鈴木美恵子
- 根本大智（沙織と前夫との息子・2年前死亡） - 小林翼
- 城北児童相談センター 職員 - 千田孝康
- 高級クラブ「グリーンウェイ」従業員 - 俊藤光利
- スナック「アメリカンドリーム」バーテンダー - 平野貴大
- 椎木理奈（城北児童相談センター 職員） - 渡辺妙子
- 副島の知り合い - 磯西真喜、廣瀬佳子

第6作「不倫男女連続殺人！密会部屋で何が起きたのか？恐怖のショック死と謎の圧迫痕は恨みの証」（2005年）
- 小室克子（東都医科大学病院 主任看護師・小室の別居中の妻） - 愛華みれ
- 町田耕一（協和製薬 営業係長） - 田中実
- 長谷川真治（刑事） - 井上康
- 栗田（マンション管理人） - 江藤漢斉
- 三枝（東都医科大学病院 院長） - 森下哲夫
- 大熊（東都医科大学病院 事務長） - 小山かつひろ
- 上野（教授） - 上野正彦
- 都倉早苗（朝倉出版 編集者・小室の愛人） - 森崎めぐみ
- 町田友香（町田の妻・ホテル勤務） - 沢木ゆきみ
- 小室信平（作家） - 宍戸勝
- 小室梨花（小室の連れ子） - 小池里奈
- 山田智子 - 伊藤楓
- 竹子（宝くじ販売店の女） - 正司歌江

第7作「見落とした解剖所見！保険金目的の偽装自殺か？崩れた兄妹の絆」（2006年）
- 坂巻達郎（坂巻仁美の兄・石塚クリーンサービス アルバイト・石塚の故郷の後輩） - 大浦龍宇一
- 石塚伸彦（ビル清掃会社「石塚クリーンサービス」社長） - 田中要次（少年期：村瀬継太）
- 樋口政二（堂ヶ島小松ビューホテル 従業員・貴子の夫） - 中西良太
- 矢島晋太郎（警視庁捜査一課 管理官・警視） - 本田大輔
- 桑原崇（エンパイア土地開発 専務） - 加藤善博
- 樋口貴子（堂ヶ島小松ビューホテル 従業員・石塚の妹） - いしのようこ（幼少期：樋下田夢乃）
- 小田明弘（エンパイア土地開発 社員） - 大石継太
- 石塚と言い争う男の目撃者 - 佐藤壱兵
- 湾岸の見回りの警備員 - 新村良二
- 紺野正治（エンパイア土地開発 社長） - 三波豊和

第8作「窒息死にみせかけた巧妙なトリック・45年前の愛と友情の結末」（2007年）
- 中塚幸三（大森電気製作所 次長・美里の父） - 前田吟（中学生：岡本拓朗）
- 中塚美里（大地医療機器 准社員・関東中央監察医務院 元事務員） - 林美穂
- 仁科達彦（大地医療機器 社員・美里の婚約者） - 林泰文
- 亀山圭子（亀山の妻） - 伊佐山ひろ子
- 魚津守（ボイラー技師・圭子の元夫） - 安藤一夫
- 照枝（亀山の妹・圭子の同級生） - 矢野いづみ
- 中塚美代子（美里の母・中塚の妻・中塚と亀山は同級生・去年の6月死亡） - 田村友里（中学生：村山仁美）
- 大友（大森電気製作所 従業員） - 斉藤文太
- 島田（警官） - 小久保丈二
- 西（警官） - 塚原賢二
- 工藤千夏（ウメの孫） - 坂口理香
- 工藤ウメ（民謡酒場の女将） - 松金よね子
- 大杉（鑑識） - でんでん
- ヤクザ - 浜田大介
- 亀山勝（無職・25年前の強盗殺人犯で15年間服役） - 高橋長英（中学生：阿部和明）

第9作「甲州路連続殺人事件！謎の焼死体 奇妙なCT画像が語る魔性の女の過去とは!? 富士を濡らす母の涙」（2008年）
- 三田村慧子（三田村の後妻・篠宮葉月の友人） - 床島佳子
- 山岡重雄（山岡土地観光開発グループ 社長） - 升毅
- 石原誠（甲府西警察署刑事課 警部補） - 佐戸井けん太
- 三田村綾香（三田村と美里の子・女子高生） - 星井七瀬（幼少期：佐藤優里奈）
- 笹岡蓮次郎（甲府西警察署 課長） - 市川勇
- 赤池公平（甲府西警察署刑事課 刑事） - 湯江健幸
- 権藤隆（「あけぼのリサーチ」探偵） - 梅垣義明
- 中根敏郎（三田村の秘書） - 浜田学
- 沢野美里（クラブ「梨里」オーナー・三田村の前妻） - 愛川裕子
- 深沢章（甲府医科大学 医学部長） - 清水昭博
- 山之内和馬（甲府西警察署 署長） - 衣笠拳次
- 生方朋香（監察医助手） - 伊藤雅子
- 滝田詩織（監察医助手） - 石田由紀子
- 静子 - 大原真理子
- 三田村晋作（事業家・県議会議員） - 平泉成

第10作「偽装自殺見破った3つの刺創痕！借金抱えた男が妻に遺した手紙」（2011年）
- 川端明子（川端の妻） - 大路恵美
- 鶴田雄介（鶴田不動産興業 社長・クラブ経営者） - ダンカン
- 川端俊夫（川端時計店 経営者） - 矢柴俊博
- 小山（警視庁多摩川中央警察署 刑事） - 石井智也
- 川端夏帆（川端と明子の娘） - 吹野胡桃
- 春日沙織（クラブのホステス・源氏名「エリカ」・春日の妻） - 森村玲
- 春日健一（無職・強盗と傷害の前科二犯・2年前出所） - サンガ
- 田所（山梨県警察 刑事） - おかやまはじめ
- 高松（医師） - 有福正志
- 雨宮（警視庁鑑識） - 小林博
- 前山（クラブのマネージャー） - 加藤圭
- 飯沼（クラブのボーイ） - 宮下修司
- 質屋 - 能見達也
- 浜田（本栖湖観光案内所 本栖歴史館 職員） - 塚原賢二
- 奈津美（都立中央病院 看護師） - 杉山あゆみ

第11作「転落死不思議な首の傷!? 医大に渦巻く策謀と嫉妬の連鎖！解剖暴く犯人」（2012年）
- 峰岸誠（東都医科大学脳外科 准教授・篠宮葉月の学生時代の恋人） - 鶴見辰吾
- 大川隼人（五反田西警察署 刑事） - 掛田誠
- 山尾貴一朗（東都医科大学脳外科 准教授） - 春田純一
- 本郷忠志（医師・東都医科大学 卒業生） - 西興一朗
- 本郷美由紀（美容師・本郷の妻） - 矢部美穂
- 遠山彩（製薬会社のMR） - 多岐川華子
- 坂東義彦（教授） - 森下哲夫
- 三好（花屋） - 丸岡奨詞
- 教授選考委員長 - 小川隆市
- 丸山俊彦 - 斉藤悠
- 工藤（コンビニ店長） - 市橋正光
- 亜希子（峰岸の助手） - 鶴町梨紗
- 古賀（酒屋） - 塚原賢二
- 佐藤（鑑識） - 山口眞司
- 北村（生命保険会社） - 清田智彦
- 刑事 - 渡辺由紀
- 西谷拓馬（葬儀屋） - 西尾浩行
- 喫茶店店員 - 岡田雄樹
- 中原優子（「スナック文月」ママ） - 大空眞弓（若き日：伊藤未希）

第12作「自殺？嘱託殺人？防御創のない死体の謎…解剖学者が落ちた罠！父と娘が涙した5年前の真実」（2012年）
- 佐山美奈子（光和信用金庫 元職員・津島孝雄殺人事件の容疑者で5年の服役を終えて出所） - 遠藤久美子（幼少期：春日香音）
- 鈴木幸太郎（篠宮葉月の恵成医科大学時代の恩師） - 藤田宗久
- 今田昭義（光和信用金庫 支店長） - 大鷹明良
- 益岡和夫（江東警察署 刑事・5年前 津島孝雄殺人事件の指揮をとる） - 永島敏行
- 津島孝雄（光和信用金庫 元職員・5年前死亡） - 森渉
- 明美（光和信用金庫 職員） - 竹本聡子
- 青山由美子（クラブ経営者・今田の元愛人） - 入絵加奈子
- 徳山（光和信用金庫 職員） - 松岡恵望子
- 末永（光和信用金庫 副支店長） - 瀬戸寛
- 殿山（警備員・元警察官） - 谷本一
- 佐山洋一（美奈子の父） - 佐藤B作

第13作「転落事故か殺人か？解剖が暴いた0.5ミリ極小傷の謎！28年前父の死の真相…娘の涙と影の告発者」（2013年）
- 菊地真理子（菊地真理子弁護士事務所 弁護士） - 原沙知絵（幼少期：石井萌々果）
- 井岡進（多摩中央医科大学 法医学教授） - 山崎一
- 千葉直也（多摩中央医科大学 特任教授・井岡の助手） - 滝藤賢一
- 沢田俊彦（村越吾郎殺人事件の容疑者） - 湯江健幸
- 沢田香苗（沢田の妻） - 須藤温子
- 添田和夫（菊地真理子弁護士事務所 司法書士） - 水上剣星
- 歌川守（生物学博士） - 寺井文孝
- 坂口（交通課 係長） - 渡辺憲吉
- 星山（県立伊豆中央病院 副院長） - 中平良夫
- 森田勇治（裁判官） - 広瀬彰勇
- 望月正（検事） - 池田努
- 仁科（タクシー運転手） - 越村公一
- 安斉（交通誘導員） - 古本新乃輔
- 真理子の母 - 宇田川さや香
- 村越吾郎（金融業） - 高橋昌志

第14作「都会の死角 白骨遺体の叫び！手に残る数ミリ穴の謎…解剖が覆す殉職刑事の死因 白衣の妹が涙の告発」（2014年）
- 池下美由紀（陽誠会病院 看護師・明の妹・明の失踪後は大地を育てる） - 星野真里
- 春日太一（警視庁府中中央警察署 刑事） - 山崎樹範
- 三沢直也（陽誠会病院 医師・三沢の息子） - 蟹江一平
- 下田絵津子（陽誠会病院 看護師） - 小野真弓
- 三沢達也（陽誠会病院 院長） - 寺泉憲
- 池下明（鈴木製作所 従業員・2年前の鈴木康一殺人事件の指名手配犯で白骨死体で発見） - 寺中寿之
- 池下大地（明の息子・小学生） - 後藤奏佑人
- 野島孝雄（鈴木製作所 工場長・2年前に殺害された鈴木康一の第一発見者） - 河野洋一郎
- 鈴木佐和子（康一の妻） - 舟木幸
- 鈴木康一（鈴木製作所 社長・2年前扼殺） - 赤間浩一
- 春日睦美（春日の姉） - 岡千絵
- 鈴木静代（康一の母・陽誠会病院 元入院患者・2011年5月死亡） - 池田道枝
- 陽誠会病院 入院患者 - 小池榮
- 北川（河口湖中央病院 医師） - 鍛冶直人
- 根本（点検作業員・白骨死体の第一発見者） - いそむら智彦

第15作「浴槽内連続死の謎！7ミリ火傷痕が暴く死因 父は誰？DNA鑑定で狙われた息子の叫び」（2014年）
- 富山孝作（野々村家具 顧問弁護士） - 中丸新将
- 竹中恭介（野々村家具 副社長） - 阿南健治
- 望月一彦（敦子の息子・警察官・仙道篤志の最後の生徒） - 柳下大
- 浅野慎治（警視庁城北警察署 巡査部長） - 六角慎司
- 園田智夫（園田木材 経営者） - 乃木涼介
- 井坂真美（CLUB「SPADE」ホステス・剛の恋人） - 阪田瑞穂
- 望月敦子（カフェ「デザートムーン」店主） - とよた真帆
- 安田秀行（野々村家具 専務） - 阪田マサノブ
- 野々村剛（野々村家具 社長・独身） - 菊池均也
- 野々村一郎（剛の父・野々村家具 先代社長・2年半前 長野の別荘の浴室で死亡） - 野村昇史
- 青木（茅野東警察署 検視官） - 小久保丈二
- 谷美佐江（野々村家の家政婦） - ふくまつみ
- CLUB「SPADE」ママ - 今井あずさ
- 警察学校の生徒 - 佐川祐平
- 鑑識 - 生島勇輝

## スタッフ
- 脚本 - 高山直也、西岡琢也、児玉宜久、前川洋一、渡辺善則、安井国穂
- 音楽 - 川崎真弘
- 監督 - 吉田啓一郎、児玉宜久、木川学
- 技術協力 - ジャパンヴィステック、オムニバス・ジャパン
- 美術協力 - tac
- 製作 - テレビ東京、BSジャパン、トスカドメイン（第1作 - 第4作）、角川映画（第6作）、角川ヘラルド映画（第7作 - ）

## 放送日程
| 話数 | 放送日         | サブタイトル                                                                                                   | 脚本              | 監督       | 視聴率 |
| ---- | -------------- | --- | ----------------- | ---------- | ------ |
| 1    | 2001年11月21日 | 謎の転落死した女医の死因を究明せよ!!刑事を狙う20年前の血塗られた惨劇！                                         | 高山直也          | 吉田啓一郎 | 14.1%  |
| 2    | 2002年11月20日 | ホームレス連続殺人 絞殺体に謎の遺留品!? 鑑定結果が示す意外な犯人！ 山形蔵王哀しい女の過去が残酷な事件の始まり… | 児玉宜久 西岡琢也 | 吉田啓一郎 | 15.5%  |
| 3    | 2003年05月21日 | 住宅街夫婦連続変死事件！血尿が示す解剖報告書の謎!? 遺された息子が目撃した衝撃の真実とは？                      | 西岡琢也          | 吉田啓一郎 | 12.9%  |
| 4    | 2004年01月14日 | 実業家転落死で見落とされた食堂の傷！松本〜穂高 疑われた元刑事の娘                                              | 西岡琢也          | 吉田啓一郎 | 09.9%  |
| 5    | 12月01日       | 解剖所見が書けない！殺された娘婿に疑惑の刺傷痕！ 家庭崩壊させた女教師ウラの顔                                  | 西岡琢也          | 吉田啓一郎 | 09.0%  |
| 6    | 2005年06月22日 | 不倫男女連続殺人！密会部屋で何が起きたのか？ 恐怖のショック死と謎の圧迫痕は恨みの証                            | 児玉宜久 西岡琢也 | 吉田啓一郎 | 10.1%  |
| 7    | 2006年04月19日 | 見落とした解剖所見！保険金目的の偽装自殺か？崩れた兄妹の絆                                                     | 前川洋一          | 児玉宜久   | 10.3%  |
| 8    | 2007年07月04日 | 窒息死にみせかけた巧妙なトリック・45年前の愛と友情の結末                                                       | 渡辺善則          | 吉田啓一郎 | 13.2%  |
| 9    | 2008年05月07日 | 甲州路連続殺人事件！謎の焼死体 奇妙なCT画像が語る魔性の女の過去とは!? 富士を濡らす母の涙                       | 児玉宜久          | 吉田啓一郎 | 10.0%  |
| 10   | 2011年12月07日 | 偽装自殺見破った3つの刺創痕！借金抱えた男が妻に遺した手紙                                                      | 安井国穂          | 児玉宜久   |        |
| 11   | 2012年05月02日 | 転落死不思議な首の傷!? 医大に渦巻く策謀と嫉妬の連鎖！解剖暴く犯人                                              | 安井国穂          | 児玉宜久   |        |
| 12   | 11月28日       | 自殺？嘱託殺人？防御創のない死体の謎…解剖学者が落ちた罠！ 父と娘が涙した5年前の真実                            | 安井国穂          | 木川学     | 09.0%  |
| 13   | 2013年06月19日 | 転落事故か殺人か？解剖が暴いた0.5ミリ極小傷の謎！ 28年前父の死の真相…娘の涙と影の告発者                        | 安井国穂          | 児玉宜久   | 10.6%  |
| 14   | 2014年01月08日 | 都会の死角 白骨遺体の叫び！ 手に残る数ミリ穴の謎…解剖が覆す殉職刑事の死因 白衣の妹が涙の告発                   | 安井国穂          | 木川学     |        |
| 15   | 8月27日        | 浴槽内連続死の謎！7ミリ火傷痕が暴く死因 父は誰？DNA鑑定で狙われた息子の叫び                                    | 安井国穂          | 木川学     |        |

- 視聴率はビデオリサーチ調べ、関東地区・世帯